# クロナラ暴動

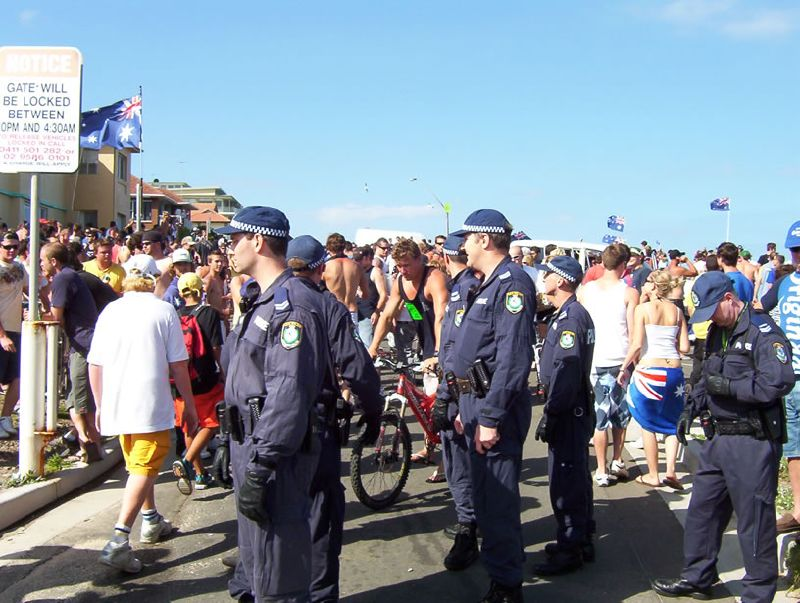
クロナラ暴動を鎮圧するために出動した警察官

クロナラ暴動（－ぼうどう。英: Cronulla Race Riots）は、2005年12月にオーストラリアのシドニーで発生した暴動事件。別名シドニー人種暴動。

## 経緯
レバノン内戦時、オーストラリア政府はレバノンから難民を受け入れてきたが、それ以降白人による人種差別主義やレバノン系など中東出身者の一部が犯罪集団を結成したことを背景に人種間の諍いが発生していた。
2005年12月4日、北クロナラ海岸で、ライフセイバーがサッカーをしていたレバノン系の若者に対して、「ここは我々（白人）の場所だ。出て行け」と発言したことに怒りを抱いたレバノン系の若者らが、非番だった2人のライフセイバーを襲撃して暴行を加えるという事件が発生。白人側はこれに激怒し、12月11日、シドニーにおいて中東やレバノン系の住民に対する暴動が発生した。5千人もの若者が集まり、「ここはオーストラリアだ。気に入らないならでていけ！」などと騒ぎ立てた。この際、26人が重軽傷を負った。
また12月12日には若者が海岸周辺に集まり、住民らに暴行したり、商店や自動車のガラスを割ったりした。この時に集まった若者のほとんどはレバノン系で、これは前日に仲間が暴行を受けたことに対する報復ではないかと見られている。
二日間で104人が逮捕され、285人が罰金刑を科された。

### ニュース記事（英語）
- "Retaliatory violence in Sydney's south". The Age. 12 December 2005.
- "Survey names most racist Sydney suburbs". ABC Sydney. 26 December 2005.
- "After the riots: city's map of racism". The Sydney Morning Herald. 26 December 2005.
- "On the beach: Why the recent riots in Australia should surprise no one". Boston Globe (Ideas section). 25 December 2005.
- "Tall tales from a whistleblowing ex-cop". The Sydney Morning Herald. 20 February 2006.

### 写真・ビデオ
- Mobs rampage in Cronulla - The Sydney Morning Herald's photo gallery of the 11 December 2005 riots.
- Cronulla Riot - Photographs taken by Warren Hudson on 10 December 2005.
- Cronulla riots footage - Sky News' video footage of the Cronulla riots on 12 December 2005.
- View from Cronulla beach - Video containing comments by locals on the riot on 12 December 2005.